# 青木靖明
青木 靖明（あおき やすあき、1934年1月26日 - ）は、大原簿記学校の中興の祖であり、大原学園の創設者である。

## 主な経歴
- 1952年（昭和27年）3月　静岡県立静岡高等学校卒業[1]
- 1956年（昭和31年）3月　東京経済大学経済学部卒業
- 1956年（昭和31年）4月　私立商業高等学校教諭（1961年３月まで）
- 1961年（昭和36年）4月　大原簿記学校主任
- 1984年（昭和59年）4月　学校法人大原学園理事長（1999年3月まで）
- 1984年（昭和59年）4月　財団法人東京都私学財団理事（1999年3月まで）
- 1992年（平成４年）5月　競技団体全国専門学校体育連盟会長（現在まで）
- 1999年（平成11年）4月　学校法人大原学園学園長（2017年3月まで）
- 2001年（平成13年）5月　社団法人全国産業人能力開発団体連合会会長（2009年4月まで）
- 2006年（平成18年）4月　学校法人大原大学院大学学長（2017年3月まで）
- 2009年（平成21年）4月　ＮＰＯ法人小牧バレエ国際バレエアカデミア顧問（現在まで）
- 2017年（平成29年）４月　学校法人大原学園名誉学園長（現在まで）　　～以上[2]

## 著書
- 『黎明の志士たち 嗚呼大原簿記学校』（論創社）
- 『嗚呼大原学園 - 第一巻 黎明の志士たち』（大原出版）
- 『嗚呼大原学園 - 第二部 運命の彷徨』（大原出版）
- 『大原学園の行動理論』
- 『会計原則は処世訓』（大原出版）
- 『本気になったら大原』（大原出版）
- 『本気にさせる教育』（大原出版）
- 『般若心経教育論』（大原出版）
- 『勝負は十八歳から - あなたは”仕事”が見えますか?』（大原出版）
- 『大学生の羅針盤 迷える大学生のために』（大原出版）
- 『青木式リピート学習―算数・国語がぐんぐん伸びる 1日1問、驚異の小学生勉強法』（ムックの本）

## 受賞
- 1985年 文部大臣教育功労賞
- 1986年 全国経理学校協会会長賞
- 1995年 東京都知事教育功労賞
- 2000年 イタリア共和国文化勲章ウフィチャーレ賞
- 2002年 府中市教育功労賞　　～以上[3]